# جون كينيدي (لاعب كرة قدم مواليد 1980)
جون كينيدي (بالإنجليزية: Jon Kennedy)‏ هو لاعب كرة قدم بريطاني في مركز حراسة المرمى، ولد في 30 نوفمبر 1980 في روثرهام ‏ في المملكة المتحدة. لعب مع نادي هاليفاكس تاون.